# Gostović (rijeka)
Gostović je desna pritoka rijeke Bosne u središnjoj Bosni.
Nastaje spajenjem rijeka Suhe i Lužnice, a ulijeva se u rijeku Bosnu kod Zavidovića. Na rijeci se nalazi nekoliko slapova.